# Cerekwica (województwo kujawsko-pomorskie)
Cerekwica – wieś w Polsce położona w województwie kujawsko-pomorskim, w powiecie żnińskim, w gminie Żnin.
W latach 1975–1998 miejscowość administracyjnie należała do województwa bydgoskiego. Według Narodowego Spisu Powszechnego (III 2011 r.) liczyła 885 mieszkańców. Jest największą miejscowością gminy Żnin.

## Części wsi
| SIMC    | Nazwa            | Rodzaj    |
| ------- | ---------------- | --------- |
| 1037040 | Działkarze       | część wsi |
| 1037152 | Huby Cerekwickie | część wsi |
| 1037301 | Józefowo         | część wsi |

## Zabytki
Według rejestru zabytków NID na listę zabytków wpisane są:
- kościół parafialny pw. św. Mikołaja z końca XV w., nr rej.: 278 z 14.03.1933
- pałac z roku 1876, nr rej.: 97/A z 18.12.1981.

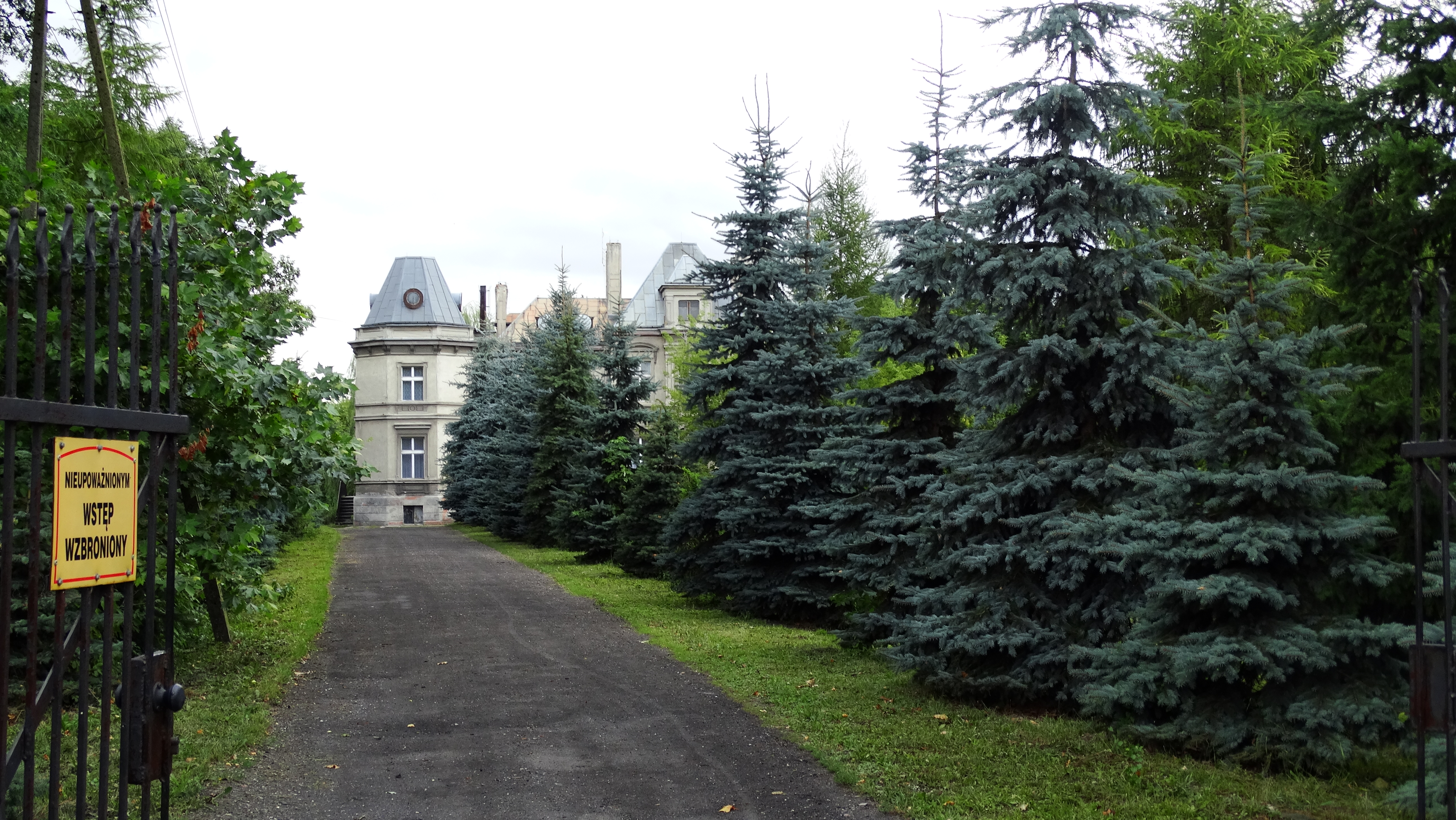
Pałac i park

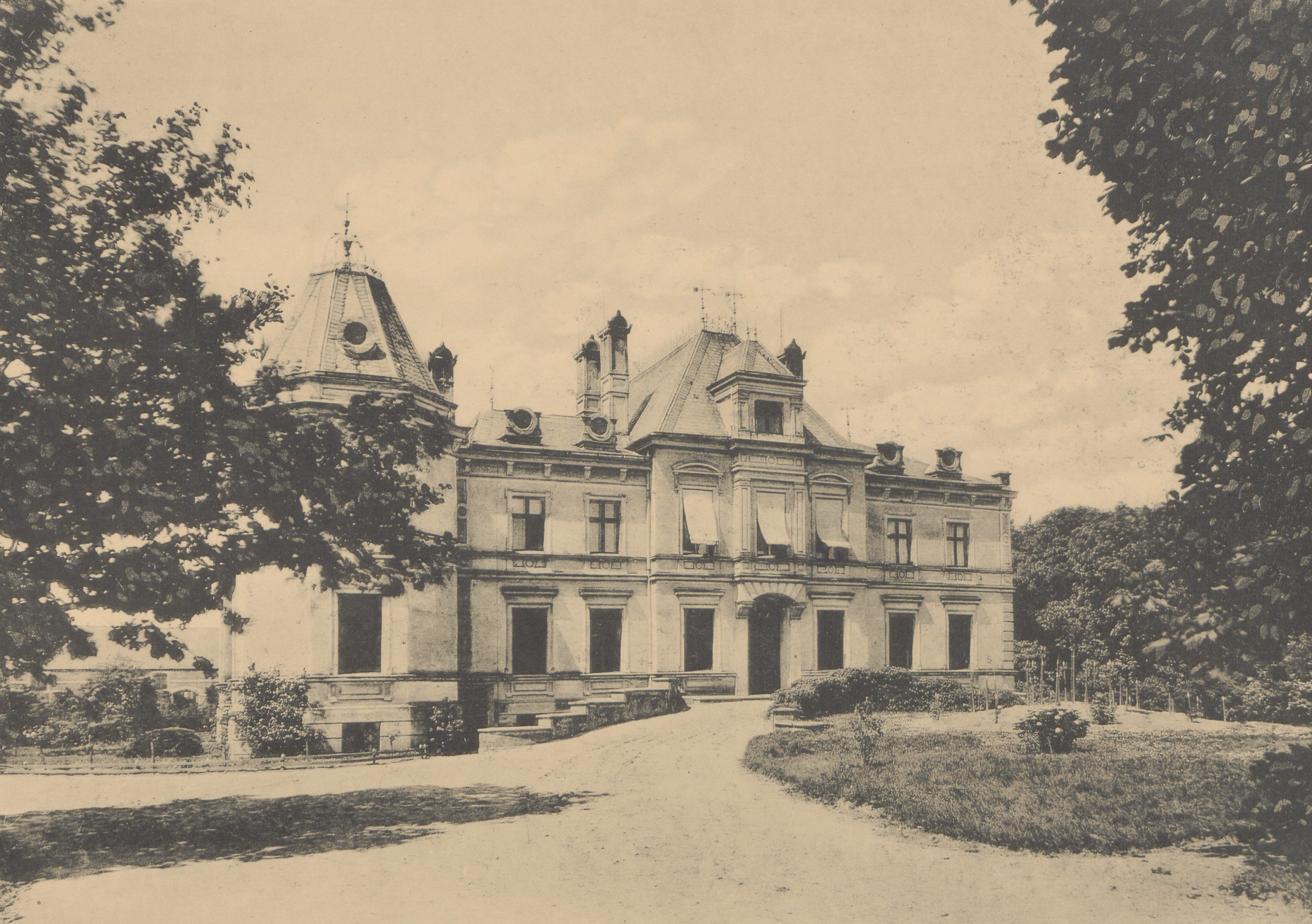
Widok pałacu przed 1912

Pałac pochodzi z 1876 roku, został zaprojektowany dla Mieczysława Rogalińskiego przez Wiktora Stabrowskiego. Architekt nadał mu styl eklektyczny z elementami renesansu francuskiego, nawiązujący do podparyskich willi budowanych w stylu XVII-wiecznego architekta François Mansarta. Budynek ma dwie kondygnacje z wydatnymi ryzalitami, ogrodowym tarasem oraz ośmioboczną wieżą, jest otoczony parkiem.
Kolejnym właścicielem w latach 1926–1939 była rodzina Unrug. Po wojnie majątek znacjonalizowano i stał się własnością Skarbu Państwa. Pałac przebudowywano i remontowano w latach 1973 i 1976–1978, zatracił wówczas część swoich cech stylowych. Obecnie mieści ośrodek weterynaryjny i mieszkania.